# 京江線
京江本線（キョンガンほんせん）は、大韓民国京畿道始興市の月串駅と江原特別自治道江陵市の江陵駅を結ぶ予定の韓国鉄道公社（KORAIL）の鉄道路線。
現在、このうち板橋駅 - 驪州駅間が首都圏電鉄の一路線として、西原州駅 - 江陵駅間が幹線鉄道として開業しており、その他の区間は計画中である。
路線名は京畿道の「京」と江原特別自治道の「江」から取られている。

## 歴史
もともとは「月串-板橋線」「城南-驪州線」「驪州-原州線」「原州-江陵線」の4つに分かれ、別々に計画が進められていたが、2016年4月29日に国土交通部の告示によりこれらの路線計画が「京江線」として一本化された。
- 1997年6月4日 - 「第2次首都圏整備計画」に含まれる。
- 1999年12月18日 - 建設交通部（当時）の「国家基幹交通網計画」に含まれる。
- 2000年12月22日 - 交通開発研究院の「首都圏広域交通網計画」に含まれる。
- 2001年下半期 - 予備妥当性調査を通過し、予算に反映。
- 2002年2月7日 - 12月13日 - フィジビリティスタディ着手。
- 2007年11月25日 - （板橋-驪州）城南市区間着工。
- 2008年12月17日 - （板橋-驪州）広州市区間着工。
- 2009年
  - 3月12日 - （板橋-驪州）利川市区間着工。
  - 6月4日 - （板橋-驪州）驪州市区間着工。
- 2012年6月1日 - （原州-江陵）江陵駅にて起工式開催。
- 2013年9月12日 - （原州-江陵）国土交通部がこの路線をKORAILにより直接運営することを決定。
- 2015年11月25日 - （原州-江陵）大関嶺トンネル貫通。
- 2016年
  - 4月29日 - 国土交通部が広域電鉄区間（仮称：城南驪州線）の駅名・路線名・営業距離を告示。
  - 5月30日-7月28日 - （板橋-驪州）試運転実施。
  - 8月4日 - 職制規定施行細則第2016-031号にて駅種別が確定[3]
  - 8月26日 - （原州-江陵）前日に工事が完了した中央線との供用区間である西原州駅 - 万鍾駅間が単線で先行開業[4]。
  - 9月13日 - （板橋-驪州）秋夕に合わせ6日間無料運行。
  - 9月20日 - （板橋-驪州） 国土交通部、駅名（英陵→世宗大王陵）と路線距離の修正再告示、26日付官報にて正式公布[1]。
  - 9月24日 - （板橋-驪州）首都圏電鉄京江線が正式運行開始。
- 2017年
  - 6月19日 - （原州-江陵）国土交通部による駅名、距離告示
  - 10月31日 - （原州-江陵）営業試運転開始[5]
  - 12月18日 - （原州-江陵）江陵車両事業所（朝鮮語版）運営開始[6]。
  - 12月21日 - （原州-江陵）江陵駅で開通式典[7]。
  - 12月22日 - （原州-江陵）営業運転開始[7]。

## 路線データ
- 路線番号：218
- 路線距離：57.0km（板橋 - 驪州）・120.7km（西原州 - 江陵）
- 運営機関：韓国鉄道公社（KORAIL）
- 軌間：1,435mm（標準軌）
- 通行方式：左側通行
- 駅数：11（板橋 - 驪州）・9（西原州 - 江陵）（この他の区間の駅数は未確定）
- 安全装置：ATS
- 最高運転速度：230km/h（西原州 - 江陵）
- 設計最高速度：250km/h（西原州 - 江陵）

## 駅一覧
- 累計キロは板橋 - 驪州・原州 - 江陵で別々に計上されている。

### 板橋 - 驪州間
| 駅番号 | 駅名                      | 駅名                      | 駅名                                   | 駅間キロ (km) | 累計キロ (km) | 駅 等級 | 駅種別       | 接続路線                                                                   | 所在地 | 所在地        |
| 駅番号 | 日本語                    | ハングル                  | 英語                                   | 駅間キロ (km) | 累計キロ (km) | 駅 等級 | 駅種別       | 接続路線                                                                   | 所在地 | 所在地        |
| ------ | ------------------------- | ------------------------- | -------------------------------------- | ------------- | ------------- | ------- | ------------ | -------------------------------------------------------------------------- | ------ | ------------- |
| K409   | 板橋駅                    | 판교역                    | Pangyo                                 | -             | 0.0           |         | 簡易駅       | 韓国鉄道公社：●月串 - 板橋線（接続予定） 新盆唐線（企業）：●新盆唐線 (D11) | 京畿道 | 城南市 盆唐区 |
| K410   | 城南駅                    | 성남역                    | Seongnam                               | 0.7           | 0.7           |         |              | 首都圏広域急行鉄道A路線（GTX-A線)                                          | 京畿道 | 城南市 盆唐区 |
| K411   | 二梅駅                    | 이매역                    | Imae                                   | 0.8           | 1.5           | 3級     | 無配置簡易駅 | 韓国鉄道公社：●盆唐線 (K227)                                               | 京畿道 | 城南市 盆唐区 |
| K412   | 三洞駅                    | 삼동역                    | Samdong                                | 6.9           | 8.4           |         | 簡易駅       |                                                                            | 京畿道 | 広州市        |
| K413   | 京畿広州駅                | 경기광주역                | GyeonggiGwangju                        | 4.9           | 13.3          |         | 管理駅       | 水西広州線（計画中）                                                       | 京畿道 | 広州市        |
| K414   | 草月駅                    | 초월역                    | Chowol                                 | 5.0           | 18.3          |         | 簡易駅       |                                                                            | 京畿道 | 広州市        |
| K415   | 昆池岩駅 (東元大)         | 곤지암역 (동원대)         | Gonjiam (Tongwon Univ.)                | 4.9           | 23.2          |         | 簡易駅       |                                                                            | 京畿道 | 広州市        |
| K416   | 新屯陶芸村駅 (韓国観光大) | 신둔도예촌역 (한국관광대) | Sindundoyechon (Korea Tourism College) | 6.8           | 30.0          |         | 簡易駅       |                                                                            | 京畿道 | 利川市        |
| K417   | 利川駅                    | 이천역                    | Icheon                                 | 7.8           | 37.8          |         | 簡易駅       |                                                                            | 京畿道 | 利川市        |
| K418   | 夫鉢駅                    | 부발역                    | Bubal                                  | 4.5           | 42.3          |         | 簡易駅       | 韓国鉄道公社：中部内陸線、平沢夫鉢線（計画中）                             | 京畿道 | 利川市        |
| K419   | 世宗大王陵駅              | 세종대왕릉역              | Sejongdaewangneung                     | 8.3           | 50.6          |         | 簡易駅       |                                                                            | 京畿道 | 驪州市        |
| K420   | 驪州駅 (驪州大)           | 여주역 (여주대)           | Yeoju (Yeoju Institute of Technology)  | 5.4           | 56.0          |         | 簡易駅       | 韓国鉄道公社：驪州原州線（接続予定）                                       | 京畿道 | 驪州市        |

### 原州 - 江陵間
- 事業費は3兆7614億ウォン[8]。
- KTXの運行のため、250 km/hの高速走行に対応した規格で設計されている。西原州駅 - 江陵駅間120.7 kmの内訳は、トンネル75.8 km(63%),、土工 34.3 km(28%)、橋梁10.6 km(9%)である[9]。珍富駅 - 南江陵信号場間には大韓民国で2番目に長いトンネルである大関嶺トンネル（長さ21.7 km）があり、トンネル内に大関嶺信号場が設置されている。
- オリンピック・パラリンピック期間中は特別ダイヤが組まれ、仁川国際空港2ターミナル駅発着の速達列車などが運行された。大会終了後は清凉里駅・ソウル駅発着の列車が20 - 40分間隔で運行されている。
- 起点側の西原州駅 - 万鍾駅間はかつては中央線との重複区間だった。この区間上にはかつて中央線の桐華駅があったが、京江線の駅としては扱われなかった。2021年1月5日の中央線西原州駅 - 鳳陽駅間新線開業の際、旧線にあたる万鍾駅 - 鳳陽駅間と桐華駅は廃止され、西原州駅 - 万鍾駅間は京江線の単独区間となった。
- 2018年4月16日にKTXの旅客案内での路線名（運行系統名）を京江線から江陵線に変更した[10]。正式路線名については従来通りである。
- 南江陵信号場 - 江陵駅間は単線である。
- KTXのみ運行。停車駅は列車により異なるため省略。

| 駅名                                    | 駅名                                    | 駅名                                    | 駅間キロ (km)                           | 累計キロ (km)                           | 駅 等級                                 | 駅種別                                  | 接続路線                                        | 所在地                                  | 所在地                                  | 所在地 |
| 日本語                                  | ハングル                                | 英語                                    | 駅間キロ (km)                           | 累計キロ (km)                           | 駅 等級                                 | 駅種別                                  | 接続路線                                        | 所在地                                  | 所在地                                  | 所在地 |
| ↑中央線へ直通運転（清凉里・ソウル方面） | ↑中央線へ直通運転（清凉里・ソウル方面） | ↑中央線へ直通運転（清凉里・ソウル方面） | ↑中央線へ直通運転（清凉里・ソウル方面） | ↑中央線へ直通運転（清凉里・ソウル方面） | ↑中央線へ直通運転（清凉里・ソウル方面） | ↑中央線へ直通運転（清凉里・ソウル方面） | ↑中央線へ直通運転（清凉里・ソウル方面）         | ↑中央線へ直通運転（清凉里・ソウル方面） | ↑中央線へ直通運転（清凉里・ソウル方面） |        |
| --------------------------------------- | --------------------------------------- | --------------------------------------- | --------------------------------------- | --------------------------------------- | --------------------------------------- | --------------------------------------- | ----------------------------------------------- | --------------------------------------- | --------------------------------------- | ------ |
| 西原州駅                                | 서원주역                                | Seowonju                                | -0.672                                  | (86.4)                                  | 無配置簡易駅                            | 無配置簡易駅                            | 韓国鉄道公社：中央本線・驪州-原州線（接続予定） | 江原特別自治道                          | 原州市                                  |        |
| (起点)                                  | (기점)                                  |                                         | 0.0                                     | 0.0                                     | 無配置簡易駅                            | 無配置簡易駅                            |                                                 | 江原特別自治道                          | 原州市                                  |        |
| 万鍾駅                                  | 만종역                                  | Manjong                                 | 4.7                                     | 4.7                                     | 3級                                     | 普通駅                                  |                                                 | 江原特別自治道                          | 原州市                                  |        |
| 横城駅                                  | 횡성역                                  | Hoengseong                              | 18.3                                    | 23.0                                    |                                         |                                         |                                                 | 江原特別自治道                          | 横城郡                                  |        |
| 屯内駅                                  | 둔내역                                  | Dunnae                                  | 20.6                                    | 43.6                                    |                                         |                                         |                                                 | 江原特別自治道                          | 横城郡                                  |        |
| 平昌駅                                  | 평창역                                  | Pyeongchang                             | 20.0                                    | 63.6                                    |                                         |                                         |                                                 | 江原特別自治道                          | 平昌郡                                  |        |
| 珍富駅 (五台山)                         | 진부역 (오대산)                         | Jinbu (Odaesan)                         | 16.3                                    | 79.9                                    |                                         |                                         |                                                 | 江原特別自治道                          | 平昌郡                                  |        |
| 大関嶺信号場                            | 대관령신호장                            | Daegwallyeong                           |                                         |                                         | 信号場                                  | 信号場                                  |                                                 | 江原特別自治道                          | 平昌郡                                  |        |
| 南江陵信号場                            | 남강릉신호장                            | Namgangneung                            |                                         |                                         | 信号場                                  | 信号場                                  |                                                 | 江原特別自治道                          | 江陵市                                  |        |
| 青良信号所                              | 청량신호소                              | Cheongnyang                             |                                         |                                         | 信号所                                  | 信号所                                  | 韓国鉄道公社：嶺東本線                          | 江原特別自治道                          | 江陵市                                  |        |
| 江陵駅                                  | 강릉역                                  | Gangneung                               | 40.3                                    | 120.2                                   | 2級                                     | グループ代表駅                          |                                                 | 江原特別自治道                          | 江陵市                                  |        |
| 終点                                    | (종점)                                  |                                         | 40.3                                    | 120.7                                   |                                         |                                         |                                                 | 江原特別自治道                          | 江陵市                                  |        |

### 月串 - 板橋間（計画中）
- 未開業区間の駅名は仮称。
- 始興市庁 - 光明間は、新安山線との共用区間となる予定。

| 駅名       | 駅名       | 駅名              | 駅間キロ (km) | 累計キロ (km) | 駅 等級 | 駅種別     | 接続路線 | 所在地 | 所在地        | 所在地        |
| 日本語     | ハングル   | 英語              | 駅間キロ (km) | 累計キロ (km) | 駅 等級 | 駅種別     | 接続路線 | 所在地 | 所在地        | 所在地        |
| ---------- | ---------- | ----------------- | ------------- | ------------- | ------- | ---------- | --- | ------ | ------------- | ------------- |
| 月串駅     | 월곶역     | Wolgot            | 0.0           | 0.0           | 3級     | 普通駅     | 韓国鉄道公社：●水仁線 (K252)                                                                                     | 京畿道 | 始興市        | 始興市        |
| 始興市庁駅 | 시흥시청역 | Siheung City Hall |               |               |         |            | 韓国鉄道公社：新安山線（接続予定）・西海線                                                                       | 京畿道 | 始興市        | 始興市        |
| 梅花駅     | 매화역     | Maehwa            |               |               |         |            | 韓国鉄道公社：新安山線（接続予定）                                                                               | 京畿道 | 始興市        | 始興市        |
| 光明駅     | 광명역     | Gwangmyeong       |               |               | 3級     | 配置簡易駅 | 韓国鉄道公社：KTX京釜高速線 ●1号線（光明シャトル） (P144-1)・新安山線（接続予定）                                | 京畿道 | 光明市        | 光明市        |
| 安養駅     | 안양역     | Anyang            |               |               | 2級     | 普通駅     | 韓国鉄道公社：●1号線（京釜電鉄線） (P147)                                                                        | 京畿道 | 安養市        | 万安区        |
| 飛山駅     | 비산역     | Bisan             |               |               |         |            | | 京畿道 | 安養市        | 東安区        |
| 仁徳院駅   | 인덕원역   | Indeogwon         |               |               | 3級     | 配置簡易駅 | 韓国鉄道公社：●4号線（果川線） (440)・仁徳院水原線（接続予定）                                                   | 京畿道 | 安養市        | 東安区        |
| 清渓駅     | 청계역     | Cheonggye         |               |               |         |            | | 京畿道 | 義王市        | 義王市        |
| 西板橋駅   | 서판교역   | Seopangyo         |               |               |         |            | | 京畿道 | 城南市 盆唐区 | 城南市 盆唐区 |
| 板橋駅     | 판교역     | Pangyo            |               | 38.4          |         | 簡易駅     | 韓国鉄道公社：●京江電鉄線（接続予定） 新盆唐線（企業）：●新盆唐線 (D11) ソウル交通公社：●8号線 （829、接続予定） | 京畿道 | 城南市 盆唐区 | 城南市 盆唐区 |